# Emily Head

Emily Head (2021)

Emily Rose Head (* 15. Dezember 1988 in Wandsworth, London, England) ist eine britische Schauspielerin.

## Leben
Head wurde am 15. Dezember 1988 im Londoner Bezirk Wandsworth als Tochter des Schauspielers Anthony Head und von Sarah Fisher geboren. Ihre jüngere Schwester Daisy Head ist ebenfalls Schauspielerin. Ihr Onkel ist der Sänger und Schauspieler Murray Head. Sie besuchte die BRIT School in Croydon, die sie mit einem Abschluss in Business and Technology Education Council verließ. Während ihrer dortigen Zeit waren die heute erfolgreichen Sängerinnen Katy B und Adele ihre Klassenkameradinnen.
Sie machte 2005 ihr Schauspieldebüt in einer Episode der Fernsehserie Der Preis des Verbrechens. Von 2008 bis 2010 stellte sie in der Fernsehserie The Inbetweeners – Unsere jungfräulichen Jahre die Rolle der Carli DʼAmato dar. Head verkörperte 2011 diese Rolle in Sex on the Beach, einem Spielfilm, der auf der Serie aufbaut. Im selben Jahr hatte sie Nebenrollen in Mein Stück vom Kuchen und William & Catherine: A Royal Romance. 2012 war sie in einer Episode der Animationsserie Robot Chicken als Synchronsprecherin zu hören. Einem breiten Publikum wurde sie durch ihre Rolle der Rebecca White in der Fernsehserie Emmerdale bekannt. Von 2016 bis 2018 stellte sie die Rolle in insgesamt 304 Episoden dar. 2022 folgte die Rolle der Colette in der Fernsehserie The Syndicate.

## Filmografie (Auswahl)
- 2005: Der Preis des Verbrechens (Trial & Retribution, Fernsehserie, Episode 9x01)
- 2007: Doc Martin (Fernsehserie, Episode 3x02)
- 2008: The Invisibles (Miniserie, 2 Episoden)
- 2008–2010: The Inbetweeners – Unsere jungfräulichen Jahre (The Inbetweeners, Fernsehserie, 11 Episoden)
- 2010: M.I.High (Fernsehserie, Episode 4x05)
- 2010: Doctors (Fernsehserie, Episode 12x149)
- 2011: Mein Stück vom Kuchen (Ma part du gâteau)
- 2011: Sex on the Beach (The Inbetweeners Movie )
- 2011: William & Catherine: A Royal Romance (Fernsehfilm)
- 2012: Robot Chicken (Animationsserie, Episode 6x02, Sprechrolle)
- 2013: Rita
- 2015: Doctors (Fernsehserie, Episode 17x122)
- 2016: One Under (Kurzfilm)
- 2016–2018: Emmerdale (Fernsehserie, 304 Episoden)
- 2020: Life (Miniserie, Episode 1x04)
- 2021: The Syndicate (Fernsehserie, 6 Episoden)